# Jiří Gabriel
Jiří Gabriel (22. srpna 1930 Baťovo, Podkarpatská Rus – 10. listopadu 2020 Brno) byl český filosof.

## Život
Po studiu na reálném gymnáziu v Moravské Třebové, kde v roce 1950 odmaturoval, pokračoval v letech 1950–54 studiem filozofie a dějepisu na Filozofické fakultě Masarykovy univerzity. V letech 1954–1998 působil na katedře filozofie FF MU, roku 1962 získal titul PhDr. a v roce 1990 se habilitoval jako docent dějin filozofie. Věnoval se dějinám zejména české filozofie a filozofii náboženství.
Začátek jeho činnosti na katedře byl spojen se vstupem do komunistické strany. „Vstoupil jsem do KSČ, protože jsem věděl, že se to – chci-li se věnovat filosofii z povolání – ode mne čeká." Po roce 1968 ho prověrková komise ze strany vyškrtla, mohl však zůstat na katedře a v poněkud omezeném rozsahu i učit.
Pokoušel se o syntézu tradice českého kritického realismu (J. Tvrdý, J. L. Fischer) a prvků marxistické filozofie. Za významnou součást české kulturní práce pokládal dějepisectví české filozofie. Filozofii náboženství považoval za disciplínu, snažící se řešit otázku povahy náboženského tvoření. Náboženství chápal jako svébytný kulturní útvar. V 50. a 60. letech se aktivně účastnil ateistické propagandy, například jako člen ateistické sekce při krajském výboru KSČ. V roce 1962 se stal redaktorem a spoluautorem Malého ateistického slovníku. Na tuto svou činnost později nahlížel kriticky, o uvedeném slovníku napsal, že by na něj nejraději zapomněl.
Kromě vlastního díla působil jako editor řady učebních textů, slovníků a sborníků (např.: Sociologie náboženství, Kapitoly z dějin české filozofie 20. století, Slovník českých filosofů) a do řady z nich také přispěl (např.: Otakar Hostinský a česká filozofie, Pocta Otakaru Hostinskému). Také přispíval do řady časopisů, např.: Ateizmus, Filosofický časopis, Sborník prací Filozofické fakulty Brněnské univerzity,  Studia comeniana et historica, Studia philosophica, Universitas, Vlastivědný věstník moravský, Výtvarná práce.

## Dílo (výběr)
- Filosofie Josefa Tvrdého. K dějinám české filozofie mezi dvěma světovými válkami, 1982
- Poznámky k Textům k dějinám předmarxistické filozofie (učební text), 1987
- Jiří Gabriel a kol.: Slovník českých filosofů (vedoucí redaktor), 1998
- Poznámky o náboženství. Náboženství jako filosofický problém, 2000
- Ve službě výtvarnému umění. Bronislava Gabrielová (1930–2005), 2006
- Demokracie je diskuse. Česká filosofie 1918–1938 (s J. Zouharem, H. Pavlincovou), 2005
- Česká filosofie za protektorátu (s J. Zouharem, H. Pavlincovou), 2006
- Filosof Mihajlo Rostohar, 2016

### Sborníky, slovníky, ...
Sborníky, slovníky a jiné texty, jichž byl Jiří Gabriel editorem nebo do nich přispěl.
- Výběr ateistické literatury, editor Jiří Gabriel, Brno, Čsl. spol. pro šíř. polit a věd. znal., 1959
- Malý ateistický slovník, 1962, slovensky 1962
- Diskutujeme o morálce dneška, 1965
- Stručný filosofický slovník, 1966
- Sociologie náboženství (učební text), editor Jiří Gabriel, 1974
- Religiozita současné vesnice, Současná vesnice, editor V. Frolec, 1978
- Otakar Hostinský a česká filozofie, Pocta Otakaru Hostinskému, editor R. Pečman, 1980
- Problém národa v díle M. Nováka, Mirko Novák – filozof a estetik, editor Jiří Gabriel, 1982
- K historickofilozofické iniciativě R. Kalivody, Robertu Kalivodovi k šedesátinám od moravských přátel, SI 1983
- Texty k dějinám předmarxistické filozofie, editor Jiří Gabriel, Praha : SPN, 1983
- Náboženství v životě obyvatel Horních Věstonic (s I. Holým), Horní Věstonice, editor V. Frolec, 1984
- J. Popelová jako komentátorka a historička české filozofie, Jiřina Popelová – filozofka a učitelka filozofie, editor Jiří Gabriel, 1985
- Poznámky k tématu V. Helfert a filozofie, Vladimír Helfert v českém a evropském kontextu, editor R. Pečman, 1987
- Josef Macháček – marxistický filozof života, editor Jiří Gabriel, 1987
- Filosofie v Brně v třicátých letech našeho století, České filosofické myšlení v 30. letech našeho století, editorka H. Bretfeldová, 1989
- Antologie z dějin českého filozofického myšlení II, editor J. Pauza, 1989
- Hoppe – Mareš – Lang, Christliche Philosophie im katholischen Denken des 19. Jahrhunderts III, redaktor H. M. Schmidinger, Salzburg 1989
- Několik poznámek k filozofii J. Kratochvila, Nad meditacemi věků. Sb. k 110. výročí narození Josefa Kratochvila, spolueditor Jiří Gabriel, 1992
- Filozofické myšlení v Německu a v Anglii za života J. S. Bacha a G. Händela, Händel a Bach. O dnešním pojetí jejich díla, editor R. Pečman, 1992
- Kapitoly z dějin české filozofie 20. století, editor Jiří Gabriel, L. Nový, J. Hroch, 1992, anglicky Washington 1994
- Brněnský filozofický seminář, Brněnská věda a umění meziválečného období (1918–1939) v evropském kontextu, 1993
- Ke dvěma českým pokusům o filosofii náboženství (J. Tvrdý, F. Soukup), Náboženství v českém myšlení – první polovina 20. století, editor Jiří Gabriel, J. Svoboda, 1993
- J. L. Fischer o náboženství, Hledání řádu skutečnosti. Sb. k 100. výročí narození J. L. Fischera, editor Jiří Gabriel, 1994
- Česká filozofie ve 20. století I–II, editor Jiří Gabriel, J. Krob, L. Nový, H. Pavlincová, J. Zouhar, 1995
- Tři poznámky k tématu J. L. Fischer a náboženství, J. L. Fischer a filozofie XX. století. Sb. prací k 100. výročí narození, editor J. Štěpán, 1996
- Karel Čapek a pragmatismus, Bratislavské přednášky (editor J. Šmajs), 2002
- Zápisky k životopisu (Josef Tvrdý; z rukopisu J. Tvrdého připravila Milada Tvrdá; editor Jiří Gabriel, Brno: MU, 2002
- Spory v české filosofii mezi dvěma světovými válkami: výbor textů, editor Jiří Gabriel, Helena Pavlincová, Jan Zouhar, MU 2003
- Slovanské studie a texty z let 1889–1891 / T.G. Masaryk; svazek připravili Jiří Gabriel, Helena Pavlincová a Jan Zouhar, Praha, Ústav T.G. Masaryka : Masarykův ústav – Archiv AV ČR, 2007
- O Edvardu Benešovi v "osmičkovém roce" 2008, T. G. Masaryk, jeho spolupracovníci a vznik československého státu, editorka I. Chovančíková, 2009
- Masarykova kritická činnost v Athenaeu (Josef Král; z písemné pozůstalosti Josefa Krále edičně připravili Jiří Gabriel, Helena Pavlincová, Jan Zouhar), Academicus 2012